# Bootettix joerni
Bootettix joerni är en insektsart som beskrevs av Otte, D. 1979. Bootettix joerni ingår i släktet Bootettix och familjen gräshoppor. Inga underarter finns listade i Catalogue of Life.